# Hektometer

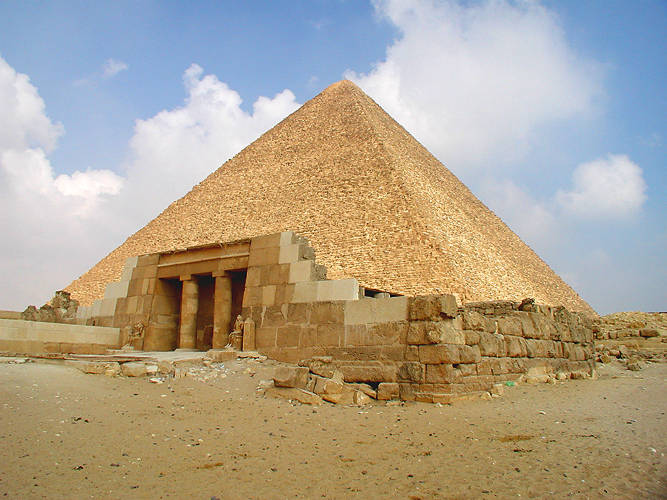
Cheopspyramiden är 1,38 hektometer hög, vilket är detsamma som 138 meter.

Längden på en fotbollsplan är mellan 90 och 120 meter, vilket är omkring en hektometer.

Hektometer är ett längdmått motsvarande 100 meter. Namnet kommer av SI-prefixet hekto, för hundra, och meter. Hektometer förkortas "hm".
Enheten var tidigare vanlig inom lantmäteriet och artilleriet men är nu i princip nästan helt ersatt av meter och kilometer.
Används inom Luftvärnet för avståndsangivning till nedkämpningsbara luftfarkoster.
På svenska golfbanor har man nyligen genomfört hektometer i stället för färger vid tee.
T. ex. betyder 56 att banan är 5 600 meter i spellängd. 